# Records du Japon d'athlétisme
Les records du Japon d'athlétisme sont les meilleures performances réalisées par des athlètes japonais et homologuées par l'Association japonaise des fédérations d'athlétisme.

## Hommes
| Épreuve                     | Record | Athlète | Date              | Compétition                         | Lieu           | Réf.   |
| --------------------------- | --- | --- | ----------------- | ----------------------------------- | -------------- | ------ |
| 50 m                        | 5 s 75 | Nobuharu Asahara                                                                                           | 24 février 2002   | Meeting du Pas-de-Calais            | Liévin         |        |
| 60 m                        | 6 s 52 | Shuhei Tada                                                                                                | 1er mars 2024     | Championnats du monde en salle      | Glasgow        |        |
| 100 m                       | 9 s 95 (+ 2,0 m/s) | Ryota Yamagata                                                                                             | 6 juin 2021       | Fuse Sprint                         | Tottori        | [ 1 ]  |
| 200 m                       | 20 s 03 (+ 0,6 m/s) | Shingo Suetsugu                                                                                            | 7 juin 2003       | Championnats du Japon               | Yokohama       | [ 2 ]  |
| 200 m piste courte          | 20 s 63 | Koji Ito                                                                                                   | 5 mars 1999       | Championnats du monde en salle      | Maebashi       |        |
| 300 m                       | 32 s 20 | Kenki Imaizumi                                                                                             | 11 octobre 2024   |                                     | Saga           |        |
| 400 m                       | 44 s 77 | Kentaro Sato                                                                                               | 20 août 2023      | Championnats du monde               | Budapest       | [ 3 ]  |
| 400 m piste courte          | 45 s 76 | Shunji Karube                                                                                              | 9 mars 1997       |                                     | Paris          |        |
| 800 m                       | 1 min 44 s 80 | Ko Ochiai                                                                                                  | 31 juillet 2024   |                                     | Fukuoka        | [ 4 ]  |
| 800 m piste courte          | 1 min 46 s 41 | Yukichi Ishii                                                                                              | 21 février 2025   |                                     | State College  | [ 5 ]  |
| 1 000 m                     | 2 min 18 s 69 | Kentaro Usuda                                                                                              | 15 octobre 2022   |                                     | Kobe           |        |
| 1 000 m piste courte        | 2 min 21 s 51 | Ryo Higuchi                                                                                                | 28 février 2025   | Championnats Big 12                 | Lubbock        | [ 6 ]  |
| 1 500 m                     | 3 min 35 s 42 | Kazuki Kawamura                                                                                            | 17 juillet 2021   |                                     | Chitose        | [ 7 ]  |
| 1 500 m piste courte        | 3 min 39 s 51 | Nanami Arai                                                                                                | 27 février 2020   |                                     | Boston         |        |
| Mile                        | 3 min 54 s 84 | Ryoma Aoki                                                                                                 | 10 février 2024   |                                     | Boston         |        |
| Mile piste courte           | 3 min 54 s 84 | Ryoma Aoki                                                                                                 | 10 février 2024   |                                     | Boston         |        |
| 2 000 m                     | 5 min 7 s 24 | Fumikazu Kobayashi                                                                                         | 14 juillet 2006   |                                     | Courtrai       |        |
| 3 000 m                     | 7 min 40 s 09 | Suguru Ōsako                                                                                               | 7 septembre 2014  | Meeting de Rieti                    | Rieti          |        |
| 3 000 m piste courte        | 7 min 42 s 56 | Keita Sato                                                                                                 | 11 février 2024   |                                     | New York       |        |
| 5 000 m                     | 13 min 8 s 40 | Suguru Ōsako                                                                                               | 18 juillet 2015   | KBC Night of Athletics              | Heusden-Zolder |        |
| 5 000 m piste courte        | 13 min 9 s 45 | Keita Sato                                                                                                 | 26 janvier 2024   |                                     | Boston         |        |
| 10 000 m                    | 27 min 09 s 80 | Kazuya Shiojiri                                                                                            | 10 décembre 2023  | Championnats du Japon               | Tokyo          | [ 8 ]  |
| 15 000 m                    | 43 min 38 s 2 | Toshihiko Seko                                                                                             | 24 septembre 1983 |                                     | Shizuoka       |        |
| 20 000 m                    | 57 min 48 s 7 | Toshihiko Seko                                                                                             | 11 mai 1985       |                                     | Odawara        |        |
| Heure                       | 20 410 m (AR) | Seiji Kushibe                                                                                              | 20 octobre 1996   |                                     | Tokyo          |        |
| 25 000 m                    | 1 h 13 min 55 s 8+ | Toshihiko Seko                                                                                             | 22 mars 1981      |                                     | Christchurch   |        |
| 30 000 m                    | 1 h 29 min 18 s 8 | Toshihiko Seko                                                                                             | 22 mars 1981      |                                     | Christchurch   |        |
| 50 m haies                  | 6 s 75 | Masahiko Sugii                                                                                             | 4 mars 1987       |                                     | Kobe           |        |
| 50 m haies                  | 6 s 75 | Hiroshi Kakimori                                                                                           | 4 mars 1987       |                                     | Kobe           |        |
| 60 m haies                  | 7 s 50 | Shunsuke Izumiya                                                                                           | 17 mars 2021      | Championnats du Japon               | Osaka          | [ 9 ]  |
| 110 m haies                 | 13 s 04 (- 0,9 m/s) | Shunsuke Izumiya                                                                                           | 4 juin 2023       | Championnats du Japon               | Osaka          | [ 10 ] |
| 110 m haies                 | 13 s 04 (- 0,9 m/s) | Rachid Muratake                                                                                            | 16 septembre 2023 | Championnats universitaires         | Saitama        | [ 11 ] |
| 400 m haies                 | 47 s 89 | Dai Tamesue                                                                                                | 10 août 2001      | Championnats du monde               | Edmonton       | [ 12 ] |
| 3 000 m steeple             | 8 min 9 s 91 | Ryuji Miura                                                                                                | 9 juin 2023       | Meeting de Paris                    | Paris          | [ 13 ] |
| Saut en hauteur             | 2,35 m | Naoto Tobe                                                                                                 | 2 février 2019    | Meeting de Karlsruhe                | Karlsruhe      | [ 14 ] |
| Saut à la perche            | 5,83 m | Daichi Sawano                                                                                              | 3 mai 2005        |                                     | Shizuoka       |        |
| Saut en longueur            | 8,40 m (+1,5 m/s) | Shotaro Shiroyama                                                                                          | 17 août 2019      | Athlete Night Games                 | Fukui          |        |
| Triple saut                 | 17,15 m (+0,9 m/s) | Norifumi Yamashita                                                                                         | 1er juin 1986     | Championnats du Japon               | Tokyo          |        |
| Lancer du poids             | 18,85 m | Taichi Nakamura                                                                                            | 20 mai 2018       |                                     | Osaka          |        |
| Lancer du disque            | 62,59 m | Yuji Tsutsumi                                                                                              | 27 mars 2020      | Kokushikan University Competition   | Tokyo          | [ 15 ] |
| Lancer du marteau           | 84,86 m (AR) | Kōji Murofushi                                                                                             | 29 juin 2003      | Mémorial Josef-Odložil              | Prague         | [ 16 ] |
| Lancer du javelot           | 87,60 m | Kazuhiro Mizoguchi                                                                                         | 27 mai 1989       | Meeting Bruce Jenner                | San Jose       | [ 17 ] |
| Heptathlon piste courte     | 5 831 pts | Akihiko Nakamura                                                                                           | 21 février 2016   | Championnats d'Asie en salle        | Doha           |        |
| Heptathlon piste courte     | 7 s 03 (60 m), 7,13 m (longueur), 11,60 m (poids), 1,94 m (hauteur)/ 8 s 13 (60 m haies), 4,90 m (perche), 2 min 32 s 88 (1 000 m)                                                                                             | |                   |                                     |                |        |
| Décathlon                   | 8 308 pts | Keisuke Ushiro                                                                                             | 1er juin 2014     | Championnats du Japon               | Nagano         |        |
| Décathlon                   | 11 s 24 (-0,6 m/s) (100 m), 7,15 m (-0,5 m/s) (longueur), 15,19 m (poids), 2,03 m (hauteur), 49 s 66 (400 m) / 14 s 90 (+0,1 m/s) (110 m haies), 50,17 m (disque), 4,80 m (perche), 69,11 m (javelot), 4 min 32 s 62 (1 500 m) | |                   |                                     |                |        |
| 5 km (route)                | 13 min 37 s | Kanta Shimizu                                                                                              | 1er octobre 2023  | Champ. du monde de course sur route | Riga           | [ 18 ] |
| 10 km (route)               | 28 min 5 s | Atsushi Satō                                                                                               | 14 octobre 2007   | Champ. du monde de course sur route | Udine          | [ 19 ] |
| 15 km (route)               | 42 min 18 s | Reishi Yoshida                                                                                             | 5 février 2023    |                                     | Marugame       |        |
| 10 Miles (route)            | 45 min 40 s | Masanari Shintaku                                                                                          | 19 février 1984   |                                     | Karatsu        |        |
| 20 km (route)               | 56 min 52 s | Taku Fujimoto                                                                                              | 2 février 2020    | Semi-marathon de Marugame           | Marugame       |        |
| Semi-marathon               | 1 h 0 min 0 s | Yusuke Ogura                                                                                               | 2 février 2020    | Semi-marathon de Marugame           | Marugame       | [ 20 ] |
| 25 km (route)               | 1 h 13 min 14 s | Takayuki Matsumiya                                                                                         | 27 février 2005   |                                     | Kumamoto       |        |
| 30 km (road)                | 1 h 28 min 0 s | Takayuki Matsumiya                                                                                         | 27 février 2005   |                                     | Kumamoto       |        |
| Marathon                    | 2 h 04 s 56 | Kengo Suzuki                                                                                               | 28 février 2021   | Marathon du lac Biwa                | Ōtsu           | [ 21 ] |
| 100 km                      | 6 h 06 min 08 s | Jumpei Yamaguchi                                                                                           | 25 juin 2023      | Lake Saroma Ultramarathon           | Tokoro         | [ 22 ] |
| 5 000 m marche              | 18 min 16 s 97 | Ryo Hamanishi                                                                                              | 18 mai 2024       |                                     | Kumagaya       |        |
| 5 000 m marche piste courte | 21 min 10 s 31 | Hirofumi Sakai                                                                                             | 7 mars 1987       | Championnats du monde en salle      | Indianapolis   |        |
| 10 000 m marche             | 37 min 25 s 21 | Eiki Takahashi                                                                                             | 14 novembre 2020  |                                     | Inzai          |        |
| 10 km marche (route)        | 38 min 3 s | Eiki Takahashi                                                                                             | 16 avril 2016     |                                     | Wajima         |        |
| 15 km marche (route)        | 57 min 15 s | Yūsuke Suzuki                                                                                              | 15 mars 2015      | Championnats d'Asie de marche       | Nomi           |        |
| 20 000 m marche             | 1 h 21 min 36 s 7 | Yuga Yamashita                                                                                             | 8 janvier 2017    |                                     | Tokyo          |        |
| 20 km marche (route)        | 1 h 16 min 10 s (WR) | Toshikazu Yamanishi                                                                                        | 16 février 2025   | Champ. du Japon du 20 km marche     | Kobe           | [ 23 ] |
| 35 km marche (route)        | 2 h 21 min 47 s (WR) | Masatora Kawano                                                                                            | 27 octobre 2024   |                                     | Takahata       | [ 24 ] |
| 50 000 m marche             | 4 h 7 min 24 s 7 | Fumio Imamura                                                                                              | 17 mars 1991      |                                     | Kanazawa       |        |
| 50 km marche (route)        | 3 h 36 min 45 s | Masatora Kawano                                                                                            | 27 octobre 2019   | 50km de Takahata                    | Takahata       | [ 25 ] |
| 4 × 100 m                   | 37 s 43 (AR) | Équipe nationale Shuhei Tada Kirara Shiraishi Yoshihide Kiryū Abdul Hakim Sani Brown                       | 5 octobre 2019    | Championnats du monde               | Doha           | [ 26 ] |
| 4 × 200 m                   | 1 min 21 s 24 | Université Waseda Yuta Sekiguchi Futo Takasu Kaishin Shimada Tomasu Chida                                  | 6 juillet 2024    |                                     | Yokohama       |        |
| 4 × 200 m piste courte      | 1 min 27 s 04 | Université Hosei Wataru Iwanaga TatsuO Sugimoto Kuniaki Masukawa Haruyasu Kato                             | 3 mars 1991       |                                     | Yokohama       |        |
| Relais suédois              | 1 min 48 s 27 | Équipe nationale Shingo Kawabata Nobuharu Asahara Kenji Tabata Jun Osakada                                 | 15 septembre 2001 |                                     | Yokohama       |        |
| 4 × 400 m                   | 2 min 58 s 33 (AR) | Équipe nationale Yuki Joseph Nakajima Kaito Kawabata Fuga Sato Kentaro Sato                                | 10 août 2024      | Jeux olympiques                     | Saint-Denis    | [ 27 ] |
| 4 × 400 m piste courte      | 3 min 5 s 90 | Équipe nationale Kazuhiro Takahashi Jun Osakada Masayoshi Kan Shunji Karube                                | 6 mars 1999       |                                     | Maebashi       |        |
| 4 × 800 m                   | 7 min 20 s 34 | Équipe nationale Daiki Nemoto Daichi Setoguchi Takahiro Hayashi Jun Mitake                                 | 19 octobre 2019   |                                     | Niigata        |        |
| 4 × 800 m piste courte      | 8 min 48 s 6 | RICCAR Shunji Kawasaki katsumi Nakao Susumu kawasho akashi Sugisaki                                        | 19 mars 1961      |                                     | Tokyo          |        |
| 4 × 1 500 m                 | 15 min 19 s 33 | University Select Tomokazu Sakashita Kenji Mizuuchi Hiroyuki Miyake Masayoshi Kagetani                     | 23 juin 2002      |                                     | Odawara        |        |
| Ekiden                      | 1 h 58 min 58 s | Équipe nationale Takayuki Matsumiya Yuki Sato Atsushi Sato Kazuo Ietani Michitaka Hosokawa Takanobu Otsubo | 23 novembre 2005  | International Chiba Ekiden          | Chiba          |        |

## Femmes
| Épreuve                     | Record | Athlète                                                                                          | Date              | Compétition                              | Lieu            | Réf.   |
| --------------------------- | --- | ------------------------------------------------------------------------------------------------ | ----------------- | ---------------------------------------- | --------------- | ------ |
| 50 m                        | 6 s 47 | Emiko Konishi                                                                                    | 10 mars 2012      |                                          | Kobe            |        |
| 60 m                        | 7 s 29 | Chisato Fukushima                                                                                | 10 mars 2012      | Championnats du monde en salle           | Istanbul        | [ 28 ] |
| 100 m                       | 11 s 21 (+1,7 m/s) | Chisato Fukushima                                                                                | 29 avril 2010     | Mikio Oda Memorial                       | Hiroshima       | [ 29 ] |
| 200 m                       | 22 s 88 (+1,8 m/s) | Chisato Fukushima                                                                                | 26 juin 2016      | Championnats du Japon                    | Nagoya          |        |
| 200 m piste courte          | 24 s 11 | Motoka Arai                                                                                      | 26 février 2000   | Championnats du Japon                    | Yokohama        |        |
| 300 m                       | 36 s 93 | Nanako Matsumoto                                                                                 | 12 octobre 2024   |                                          | Saga (Saga)     |        |
| 400 m                       | 51 s 75 | Asami Tanno                                                                                      | 3 mai 2008        |                                          | Fukuroi         |        |
| 400 m piste courte          | 53 s 15 | Nanako Matsumoto                                                                                 | 1er mars 2025     |                                          | Ust-Kamenogorsk |        |
| 800 m                       | 1 min 59 s 93 | Rin Kubo                                                                                         | 15 juillet 2024   |                                          | Nara            | [ 30 ] |
| 800 m piste courte          | 2 min 00 s 78 (AR) | Miho Sugimori                                                                                    | 22 février 2003   |                                          | Yokohama        |        |
| 1 000 m                     | 2 min 37 s 33 | Nozomi Tanaka                                                                                    | 22 juin 2022      |                                          | Fukagawa        |        |
| 1 000 m piste courte        | 2 min 39 s 06 | Nozomi Tanaka                                                                                    | 31 janvier 2025   |                                          | Boston          |        |
| 1 500 m                     | 3 min 59 s 19 | Nozomi Tanaka                                                                                    | 4 août 2021       | Jeux olympiques                          | Tokyo           | [ 31 ] |
| 1 500 m piste courte        | 4 min 8 s 46 | Nozomi Tanaka                                                                                    | 4 février 2024    | New Balance Indoor Grand Prix            | Boston          | [ 32 ] |
| Mile                        | 4 min 28 s 54 | Nozomi Tanaka                                                                                    | 2 février 2025    | New Balance Indoor Grand Prix            | Boston          |        |
| Mile piste courte           | 4 min 28 s 54 | Nozomi Tanaka                                                                                    | 2 février 2025    | New Balance Indoor Grand Prix            | Boston          |        |
| 2 000 m                     | 5 min 40 s 89 | Nozomi Tanaka                                                                                    | 20 octobre 2024   |                                          | Kagawa          |        |
| 3 000 m                     | 8 min 33 s 52 | Nozomi Tanaka                                                                                    | 6 février 2025    | Millrose Games                           | New York        |        |
| 3 000 m piste courte        | 8 min 33 s 52 (AR) | Nozomi Tanaka                                                                                    | 6 février 2025    | Millrose Games                           | New York        |        |
| 5 000 m                     | 14 min 29 s 18 | Nozomi Tanaka                                                                                    | 8 septembre 2023  | Mémorial Van Damme                       | Bruxelles       | [ 33 ] |
| 5 000 m piste courte        | 14 min 54 s 26 (AR) | Nozomi Tanaka                                                                                    | 14 février 2025   | David Hemery Valentine Invitational 2025 | Boston          |        |
| 10 000 m                    | 30 min 20 s 44 | Hitomi Niiya                                                                                     | 4 décembre 2020   | Championnats du Japon                    | Osaka           | [ 34 ] |
| Heure                       | 17 952 m (AR) | Junko Kataoka                                                                                    | 1er octobre 1994  |                                          | Tokyo           |        |
| 20 000 m                    | 1 h 06 min 48 s 8 (AR) | Izumi Maki                                                                                       | 19 septembre 1993 |                                          | Amagasaki       |        |
| 25 000 m                    | 1 h 33 min 53 s 4 + (AR) | Tamaki Okuno                                                                                     | 10 octobre 1996   |                                          | Tokyo           |        |
| 30 000 m                    | 1 h 53 min 03 s 6 (AR) | Tamaki Okuno                                                                                     | 10 octobre 1996   |                                          | Tokyo           |        |
| 50 m haies                  | 7 s 19 | Emi Akimoto                                                                                      | 5 mars 1986       |                                          | Kobe            |        |
| 60 m haies                  | 8 s 00 | Yumi Tanaka                                                                                      | 8 février 2025    |                                          | Metz            |        |
| 100 m haies                 | 12 s 69 (+1,2 m/s) | Mako Fukube                                                                                      | 20 juillet 2024   | All-Star Night Games                     | Hiratsuka       | [ 36 ] |
| 400 m haies                 | 55 s 34 | Satomi Kubokura                                                                                  | 26 juin 2011      | Osaka Championships                      | Osaka           |        |
| 3 000 m steeple             | 9 min 33 s 93 | Minori Hayakari                                                                                  | 20 juillet 2008   | KBC Night of Athletics                   | Heusden-Zolder  |        |
| Saut en hauteur             | 1,96 m | Miki Imai                                                                                        | 15 septembre 2001 |                                          | Yokohama        |        |
| Saut à la perche            | 4,48 m | Misaki Morota                                                                                    | 2 octobre 2023    | Jeux asiatiques                          | Hangzhou        | [ 37 ] |
| Saut en longueur            | 6,97 m (+0,5 m/s) | Sumire Hata                                                                                      | 14 juillet 2023   | Championnats d'Asie                      | Bangkok         | [ 38 ] |
| Triple saut                 | 14,16 m (+1,1 m/s) | Mariko Morimoto                                                                                  | 3 juin 2023       | Championnats du Japon                    | Osaka           | [ 39 ] |
| Lancer du poids             | 18,22 m | Chinatsu Mori                                                                                    | 18 avril 2004     |                                          | Hamamatsu       |        |
| Lancer du disque            | 60,72 m | Nanaka Kori                                                                                      | 3 août 2024       |                                          | Kitakyushu      |        |
| Lancer du marteau           | 70,51 m | Joy McArthur                                                                                     | 22 mars 2024      | Trojan Invite                            | Los Angeles     | .      |
| Lancer du javelot           | 67,38 m | Haruka Kitaguchi                                                                                 | 8 septembre 2023  | Mémorial Van Damme                       | Bruxelles       | [ 41 ] |
| Pentathlon piste courte     | 4 078 pts | Yuki Yamasaki                                                                                    | 10 février 2023   | Championnats d'Asie en salle             | Astana          |        |
| Pentathlon piste courte     | 8 s 67 (60 m haies), 1,63 m (hauteur), 12,56 m (poids), 5,78 m (longueur), 2 min 18 s 32 (800 m)                                                           |                                                                                                  |                   |                                          |                 |        |
| Heptathlon                  | 5 975 pts | Yuki Yamasaki                                                                                    | 23 mai 2021       |                                          | Kitakyushu      |        |
| Heptathlon                  | 14 s 00 ( m/s) (100 m haies), 1,65 m (hauteur), 12,39 m (poids), 24 s 63 (m/s) (200 m) / 6,01 m (m/s) (longueur), 48,62 m (javelot), 2 min 13 s 95 (800 m) |                                                                                                  |                   |                                          |                 |        |
| 5 km (route)                | 15 min 25 s | Nozomi Tanaka                                                                                    | 1er décembre 2024 |                                          | Kumamoto        | [ 42 ] |
| 10 km (route)               | 30 min 55 s | Rino Goshima                                                                                     | 26 février 2023   | 10K Facsa Castellón                      | Castellón       |        |
| 15 km (route)               | 46 min 55 s + (AR) | Kayoko Fukushi                                                                                   | 5 février 2006    | Kagawa Marugame Half Marathon            | Marugame        |        |
| 20 km (route)               | 1 h 03 min 13 s + | Hitomi Niiya                                                                                     | 19 janvier 2020   | Semi-marathon de Houston                 | Houston         |        |
| Semi-marathon               | 1 h 06 min 38 s | Hitomi Niiya                                                                                     | 19 janvier 2020   | Semi-marathon Amraco de Houston          | Houston         | [ 45 ] |
| 25 km (route)               | 1 h 22 min 13 s + (AR) | Mizuki Noguchi                                                                                   | 25 septembre 2005 | Marathon de Berlin                       | Berlin          | [ 47 ] |
| 30 km (route)               | 1 h 38 min 35 s | Honami Maeda                                                                                     | 16 février 2020   |                                          | Tokyo           |        |
| Marathon                    | 2 h 18 min 59 s (AR) | Honami Maeda                                                                                     | 28 janvier 2024   | Marathon d'Osaka                         | Osaka           | [ 48 ] |
| 100 km                      | 6 h 33 min 11 s (AR) | Tomoe Abe                                                                                        | 25 juin 2000      |                                          | Kitami          |        |
| 3 000 m marche piste courte | 12 min 42 s 65 | Yuko Sato                                                                                        | 11 février 1994   |                                          | Osaka           |        |
| 5 000 m marche              | 20 min 42 s 25 | Kumiko Okada                                                                                     | 18 mai 2019       |                                          | Kumagaya        |        |
| 5 km marche (route)         | 21 min 27 s | Mayumi Kawasaki                                                                                  | 17 avril 2010     |                                          | Wajima          |        |
| 10 000 m marche             | 42 min 51 s 82 | Kumiko Okada                                                                                     | 8 décembre 2019   |                                          | Nagasaki        |        |
| 10 km marche (route)        | 42 min 46 s | Kumiko Okada                                                                                     | 1er janvier 2024  |                                          | Tokyo           |        |
| 20 000 m marche             | 1 h 38 min 03 s 3 | Rei Inoue                                                                                        | 6 février 2011    |                                          | Wakayama        |        |
| 20 km marche (route)        | 1 h 27 min 41 s | Kumiko Okada                                                                                     | 8 juin 2019       |                                          | La Corogne      |        |
| 35 km marche (route)        | 2 h 44 min 11 s | Kumiko Okada                                                                                     | 16 avril 2023     |                                          | Wajima          |        |
| 50 km marche (route)        | 4 h 19 min 56 s | Masumi Fuchise                                                                                   | 14 avril 2019     | Championnats du Japon du 50 km marche    | Wajima          |        |
| 4 × 100 m                   | 43 s 33 | Équipe nationale Masumi Aoki Arisa Kimishima Mei Kodama Midori Mikase                            | 22 juillet 2022   | Championnats du monde                    | Eugene          |        |
| 4 × 200 m                   | 1 min 34 s 57 | Équipe nationale Miku Yamada Naoka Miyake Mei Kodama Shuri Aono                                  | 12 mai 2019       | Relais mondiaux                          | Yokohama        |        |
| 4 × 200 m piste courte      | 1 min 42 s 80 | Équipe nationale Masayo Kitagawa Ayako Nomura Kimiko Yokoyama Kyoko Kumata                       | 3 mars 1991       |                                          | Yokohama        |        |
| Relais suédois              | 2 min 05 s 81 | Company's sports club Team Maki Wada Mayumi Watanabe Asami Chiba Sayaka Aoki                     | 14 octobre 2012   |                                          | Odawara         | [ 49 ] |
| 4 × 400 m                   | 3 min 28 s 91 | Équipe nationale Seika Aoyama Kana Ichikawa Asami Chiba Sayaka Aoki                              | 29 août 2015      | Championnats du monde                    | Pékin           | [ 50 ] |
| 4 × 400 m piste courte      | 3 min 38 s 43 | Équipe nationale Mayu Kida Rina Fujimaki Makiko Yoshida Miho Sugimori                            | 22 février 2003   |                                          | Yokohama        |        |
| 4 × 800 m                   | 8 min 33 s 77 | Higashi Osaka Rin Kitamura Runa Asano Misa Tamura Rin Kubo                                       | 13 juillet 2024   |                                          | Osaka           |        |
| Ekiden                      | 2 h 16 min 13 s | Équipe nationale Yoko Shibui Aki Fujikawa Kei Satomura Takami Ominami Noriko Geji Hiromi Ominami | 2 février 1998    |                                          | Pékin           |        |

## Mixte
| Discipline | Performance   | Athlète                                                   | Date            | Compétition         | Lieu    | Réf. |
| ---------- | ------------- | --------------------------------------------------------- | --------------- | ------------------- | ------- | ---- |
| 4 × 400 m  | 3 min 15 s 71 | Kenki Imaizumi Haruna Kuboyama Fuga Sato Nanako Matsumoto | 15 juillet 2023 | Championnats d'Asie | Bangkok |      |